# Acadèmia de Paestum
Acadèmia de Paestum (en italià: Accademia di Paestum). És una Institució italiana, fundada pel poeta Carmine Manzi el 1949,que té com a objectiu la promoció de les lletres i les arts, les ciències, l'arqueologia i el periodisme. Anualment atorga uns premis amb gran renom internacional (Premio Nazionale Paestum). Té la seu a l'antiga ciutat de Paestum, a la vora de Salern.